# UFC Fight Night 5
Ultimate Fight Night 5 foi um evento de artes marciais mistas promovido pelo Ultimate Fighting Championship, ocorrido em 28 de junho de 2006 no Hard Rock Hotel and Casino em Paradise, Nevada.
O evento marcou a estreia do então futuro Campeão Peso-Médio do UFC Anderson Silva, e também a primeira de duas lutas entre Thiago Alves e Jon Fitch.

## Bônus da Noite
- Luta da Noite:  Jonathan Goulet vs.  Luke Cummo
- Nocaute da Noite:  Anderson Silva
- Finalização da Noite:  Rob MacDonald